# Páramo de los montes Ruwenzori y Virunga
El páramo de los montes Ruwenzori y Virunga es una ecorregión de la ecozona afrotropical, definida por WWF, situada en las montañas fronterizas entre Ruanda, Uganda y la República Democrática del Congo.
Forma parte de la región denominada Páramos de África oriental, incluida en la lista Global 200.

## Descripción
Es una ecorregión de pradera de montaña que ocupa 2.700 kilómetros cuadrados en las zonas más altas, por encima de los 3.000 m s. n. m., de los montes Ruwenzori y Virunga, entre Ruanda, Uganda y la República Democrática del Congo. Se alza sobre la ecorregión denominada selva montana de la falla Albertina.

## Estado de conservación
Relativamente estable/Intacto.